# Васа Јовановић
Др Василије Јовановић – Васа Маћедонац (Скопље, фебруар 1874 — Београд, 31. децембар 1970) био је српски правник, политичар и национални радник. Један је од оснивача српске четничке организације 1903. и Лиге народа.

## Биографија
Рођен је у Скопљу фебруара 1874. Његова породица била је из села Кожља у Таору али се 1874. због зулума Албанаца склонила у Скопље када је Василије и рођен, а затим у Београд. У Београду је Василије завршио гимназију и правне науке на Великој школи, док је докторат одбранио у Бриселу. Био је члан београдске масонске ложе Побратимство у којој се упознао са Луком Ћеловићем и Милорадом Гођевцем. Будући да је Гођевац још од 1900. био у контакту са Србима комитама ВМРОа упознао је Василија са њима и својим планом да се оснује српски четнички комитет. Када су се Лука Ћеловић и Јован Атанацковић придружили двојцу Гођевац-Јовановић и након нових прилика које је створио Илинденски устанак, српски револуционарни комитет био је формиран септембра 1903. Василије Јовановић био је секретар првобитног Централног одбора. На раду у српском комитету остао је до 1905. Учествовао је у Првом светском рату и неко време провео је у Француској. Након рата учествовао је као југословенски делегат у оснивању Лиге народа. Активно је учествовао у политичком животу Краљевине Југославије , био је члан неколико влада као министар саобраћаја. Преживео је Други светски рат и доживео дубоку старост. Умро је у Београду 1970.